# 6022 Jyuro
6022 Jyuro (1992 UB4) là một tiểu hành tinh vành đai chính được phát hiện ngày 16 tháng 10 năm 1992 bởi Endate và Watanabe ở Kitami.